# 니푸르 홈

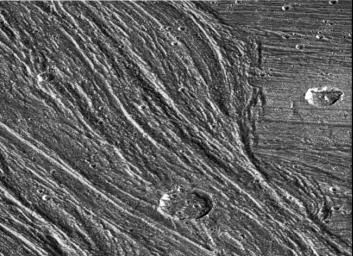
니푸르 홈의 모습.

니푸르 홈(Nippur Sulcus)는 목성의 위성인 가니메데에 있는 지역으로 홈 모양의 밝은 지형이다. 고대 메소포타미아 문명의 도시인 니푸르에서 이름을 따왔으며, 길이는 1,425km이다.